# Perrhébie

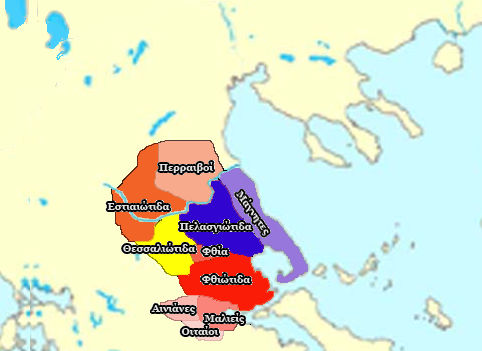
carte de la Thessalie antique,

La Perrhébie, en grec ancien : Περραιβία, est la province la plus septentrionale de la Thessalie antique, où vivait la tribu des Perrhèbes. 
Les principales cités de la Perrhébie étaient Pýthion, Doliché, Azoros, Oloossón et Phalanna la capitale. 
La Perrhébie faisait partie du royaume de Macédoine entre le IVe siècle et le Ier siècle avant notre ère.